# هالوبيريدول
هالوبيريدول (Haloperidol) هو مضاد للذهان يسوق تحت عدة أسماء تجارية أبرزها هالدول. ويستخدم في استخدامات عدة مثل الفصام والذهان الحاد والهوس ومتلازمة توريت والرُقاص ويستخدم في الرعاية التلطيفية لعلاج التقيؤ والغثيان والاهتياج النفسي الحركي والفواق والقلق الشديد.
كما أنه أحد الأدوية المدرجة في قائمة منظمة الصحة العالمية للأدوية الأساسية.

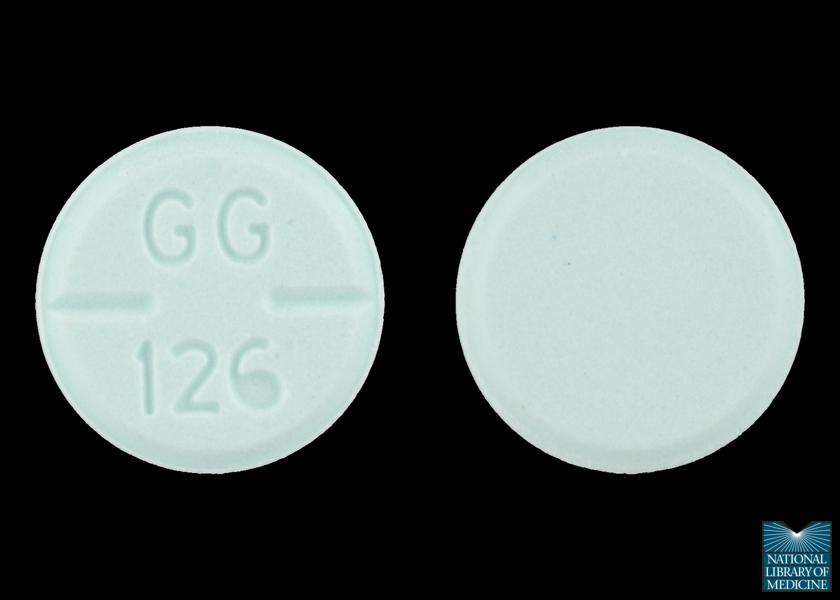
قرص هالوبيريدول 10 ملغ

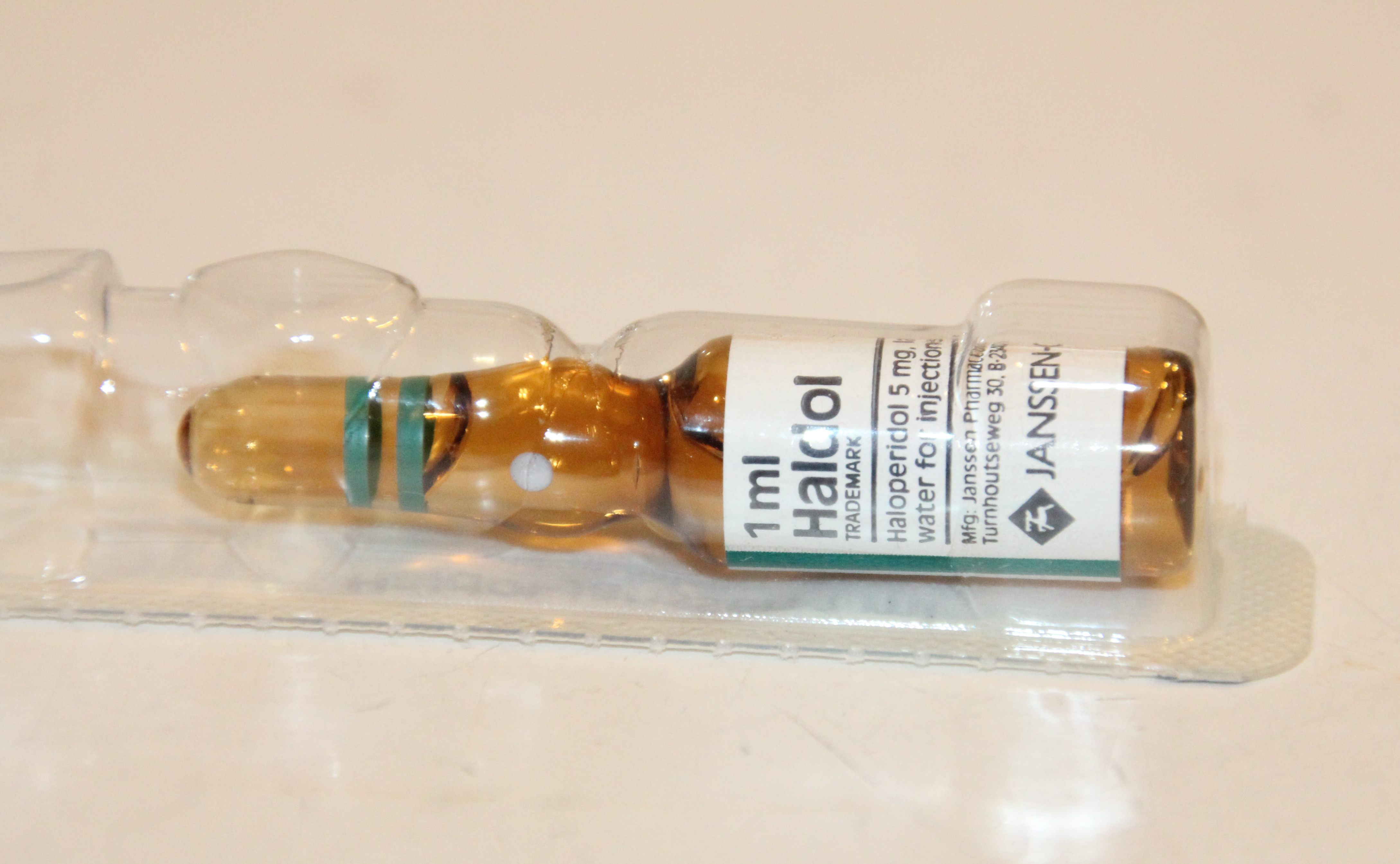
حقنة هالوبيريدول